# Calothorax pulcher
Calothorax pulcher là một loài chim trong họ Chim ruồi.